# Saransk
Saransk (Russisch: Саранск, Moksja: Саранош Saranosj; Erzja: Саран ош Saran osj) is de hoofdstad van de Russische autonome deelrepubliek Mordovië. De stad ligt in het centrale deel van Europees Rusland in het stroomgebied van de Wolga aan de samenloop van de rivier de Saranka met de Insar op 642 kilometer ten oosten van Moskou.
Bij de stad liggen de gelijknamige luchthaven en de luchtmachtbasis Ljambir.

## Geschiedenis

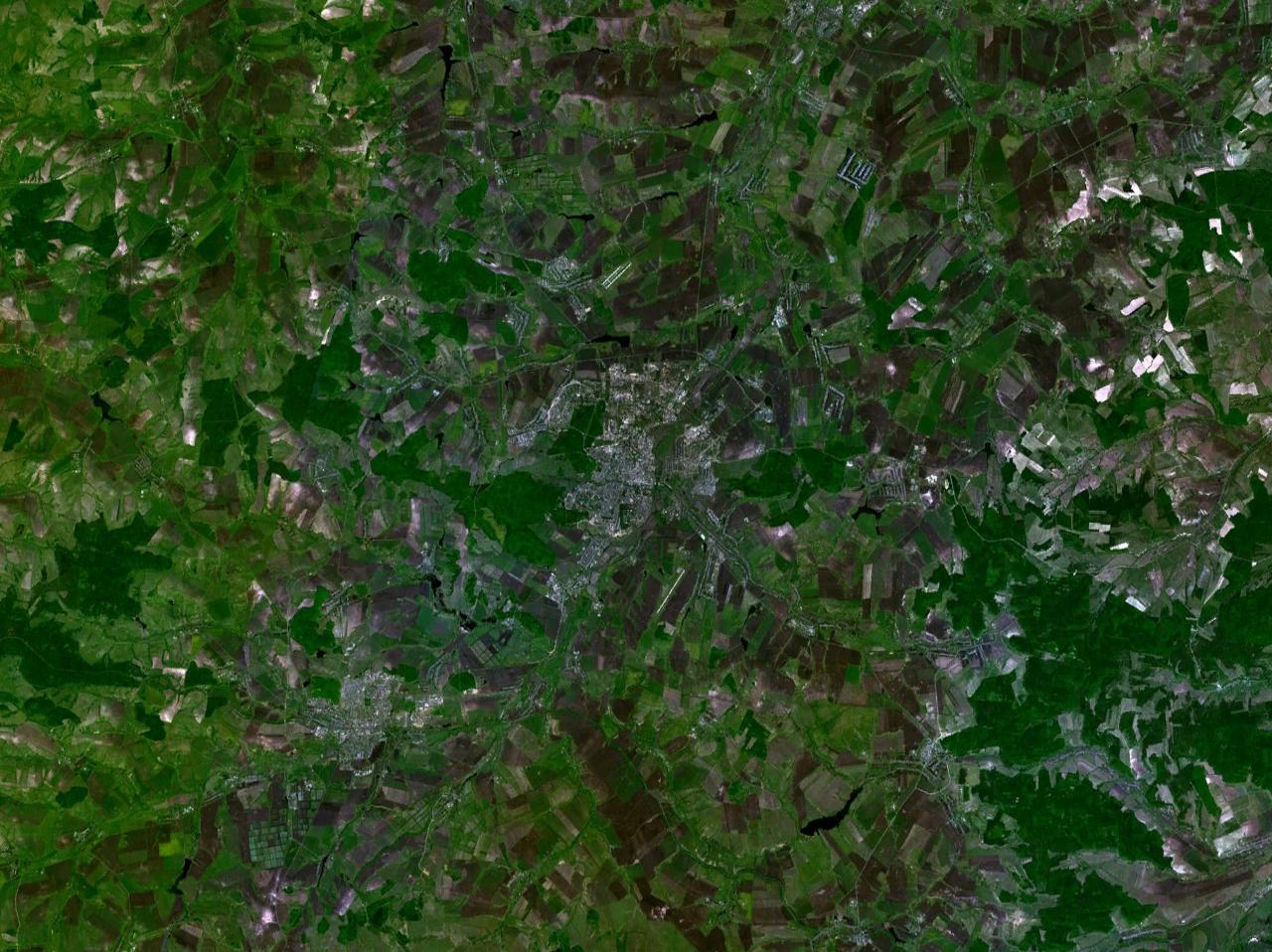
Satellietafbeelding

De stad werd gesticht in 1641 als een fort ter bescherming van de zuidoostgrens van Rusland. In de 18e eeuw verloor het fort haar militaire waarde en werd Saransk een handels- en industriestad. In 1708 werd de stad onderdeel van het gouvernement Azov en vervolgens van het gouvernement Kazan. In 1780 kreeg het de status van oejezdstad binnen de namestnitsjestvo van Penza en vanaf 1801 van haar opvolger, het gouvernement Penza. In 1893 werd de spoorlijn van Moskou via Sasavo naar Kazan aangelegd door de stad.
Van 1928 tot 1930 was Saransk het bestuurlijk centrum van het nationaal district Mordovië, vervolgens van de Mordovische autonome oblast en de kraj Midden-Wolga. Van 1934 tot 1990 van de Mordovische ASSR en sindsdien van de autonome republiek Mordovië.

In de jaren 60 en 70 van de 20e eeuw werd de binnenstad door Sovjetplanologen onder handen genomen, waarbij brede straten en enorme woongebieden werden aangelegd.

## Bezienswaardigheden
- Fjodor Oesjakovkathedraal

## Economie
In Saransk worden onder meer elektrische kabels, chemische stoffen, decoratieve kleding en voedingsmiddelen geproduceerd. Ook bevindt zich er veel machinebouw en metaalbewerking. De stad heeft de beschikking over twee thermische centrales voor de energievoorziening. De stad heeft sinds 1893 een spoorverbinding en ligt tevens aan een hoofdwegverbinding. De stad heeft een eigen universiteit; de Universiteit van Mordovië en ook verschillende technische scholen.
| 1897   | 1926   | 1939   | 1959   | 1970    | 1979    | 1989    | 2002    |
| ------ | ------ | ------ | ------ | ------- | ------- | ------- | ------- |
| 15.700 | 15.700 | 41.000 | 91.000 | 191.000 | 263.000 | 339.039 | 304.866 |

## Sport
FK Mordovia Saransk is de professionele voetbalclub van Saransk. De club speelde meerdere seizoen op het hoogste Russische niveau, de Premjer-Liga. 
Saransk is speelstad bij het WK Voetbal 2018. De wedstrijden worden gespeeld in de Mordovia Arena. FK Mordovia Saransk zal hier eveneens gaan voetballen.

## Klimaat
| Maand                    | jan   | feb   | mrt  | apr  | mei  | jun  | jul  | aug  | sep  | okt | nov  | dec   | Jaar |
| ------------------------ | ----- | ----- | ---- | ---- | ---- | ---- | ---- | ---- | ---- | --- | ---- | ----- | ---- |
| Gemiddeld maximum (°C)   | −8,3  | −6,8  | −0,8 | 10,5 | 20,2 | 23,3 | 24,9 | 23,6 | 16,7 | 7,7 | −0,1 | −5,5  | 8,8  |
| Gemiddeld minimum (°C)   | −15,3 | −14,3 | −8,0 | 1,3  | 7,5  | 11,6 | 13,6 | 11,9 | 6,9  | 0,8 | −5,2 | −11,5 | −0,6 |
|                          |       |       |      |      |      |      |      |      |      |     |      |       |      |
| Neerslag (mm)            | 32    | 24    | 25   | 32   | 39   | 59   | 74   | 50   | 49   | 47  | 44   | 35    | 510  |
| Bron: (ru) Гидрометцентр |       |       |      |      |      |      |      |      |      |     |      |       |      |

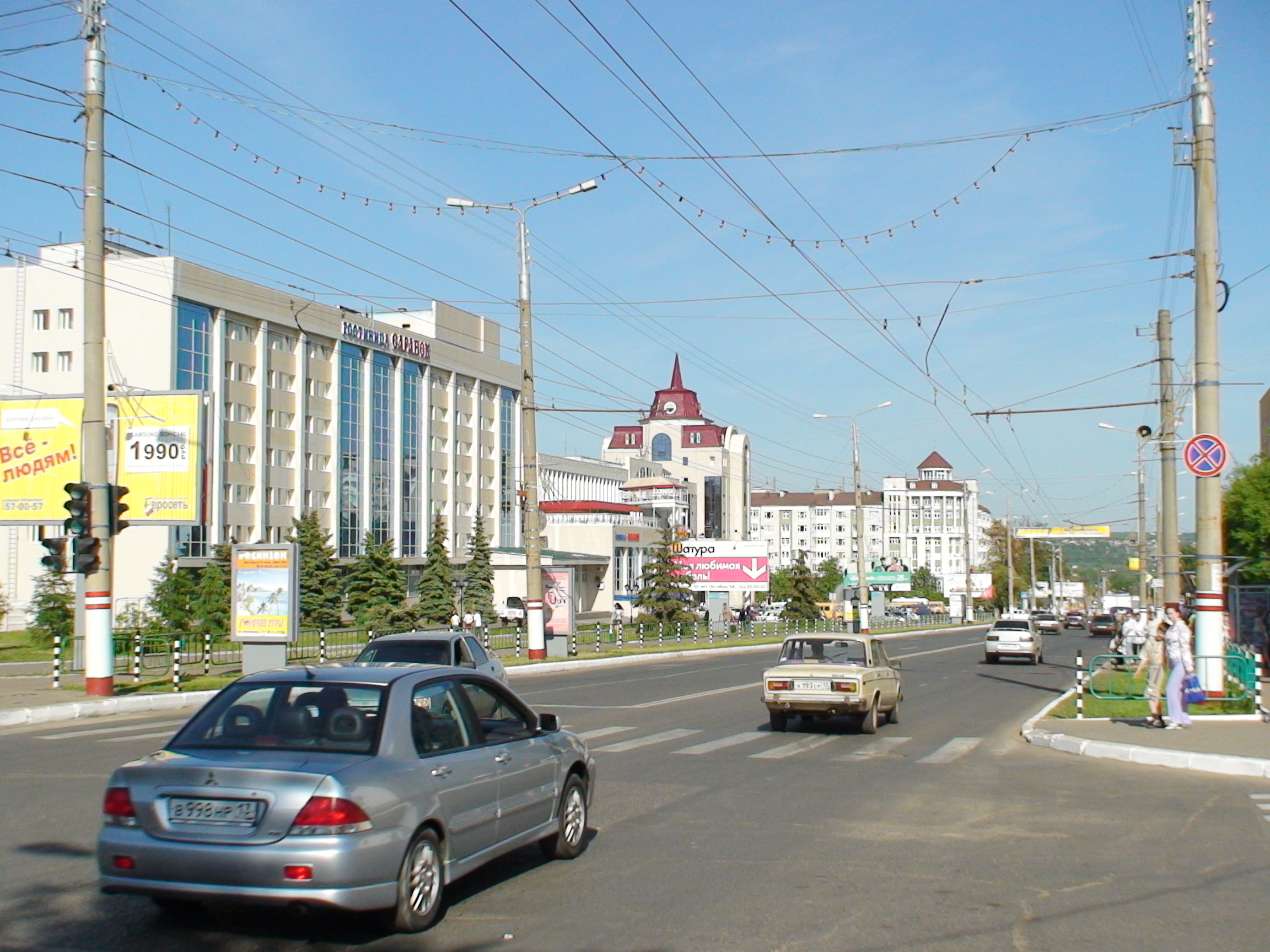
oelitsa Kommoenistitsjeskaja (communistenstraat)

## Geboren in Saransk
- Denis Nizjegorodov (1980), snelwandelaar
- Sergej Morozov (1988), snelwandelaar
- Jelena Lasjmanova (1992), snelwandelaarster

Bestuurlijk centrum: Saransk

Ardatov · Insar · Kovylkino · Krasnoslobodsk · Roezajevka · Temnikov